# Monism
Monism är en metafysisk term och en filosofisk lära, som står i motsatsställning till dualism och pluralism. 
Det finns i princip två olikartade former av monism:
1. Substansmonism, vilket innebär att det endast finns en substans, till exempel Baruch de Spinozas teori om identiteten, Georg Wilhelm Friedrich Hegels idealism eller vissa teorier av Bertrand Russell.
2. Egenskapsmonism som innebär att allt har samma slags egenskap och därför kan förklaras utifrån samma principer och modeller, som till exempel inom materialismen (och därmed den logiska positivismen, scientism, behaviorism med mera) och Gottfried Wilhelm Leibniz idealism.

Inom teologin motsvarar monismen tron på en Gud; se monoteism. Ofta förknippas monism med panteism.
Genom historien har enkelt uttryckt tre grundformer av monism förekommit. Materialismen, för vilken det enda verkliga är materia, formulerad redan under antiken av Demokritos i atomläran. Idealismen, för vilken det enda verkliga är av andlig natur. Den neutrala monismen, som menar att det verkliga utgörs av sinnesupplevelsernas innehåll, för vilka det kan vara svårt att dra gränsen mellan materiellt och andligt (mentalt).
Genom Immanuel Kants teorier om subjektivitet och Arthur Schopenhauers filosofi fick det monistiska tänkandet en blomstringstid i slutet av 1800-talet och början av 1900-talet. Monism kom att beteckna den filosofi som biologen Ernst Haeckel deltog i att formulera med utgångspunkt i bland annat Baruch Spinozas tankar. År 1906 bildades Deutscher Monistenbund, en framstegsoptimistisk, materialistisk och antikyrklig världsbild baserad på naturvetenskap och evolutionslära. Till anhängarna hörde bland andra Svante Arrhenius och Wilhelm Ostwald. Från 1915 utgav man Monistische Monatshefte.